# Indian Head Park, Illinois
Indian Head Park là một làng thuộc quận Cook, tiểu bang Illinois, Hoa Kỳ. Năm 2010, dân số của làng này là 3809 người.

## Dân số
Dân số qua các năm:
- Năm 2000: 3685 người.
- Năm 2010: 3809 người.